# Láska & Revoluce
Láska & Revoluce (v originále Te estoy amando locamente) je španělský hraný film z roku 2023, který režíroval Alejandro Marín podle vlastního scénáře. Snímek měl světovou premiéru na festivalu Fire!! Mostra Internacional de Cinema Gay i Lèsbic de Barcelona dne 10. června 2023.

## Děj
Příběh začíná v Seville v roce 1977, kdy je homosexualita ve Španělsku stále považována za trestný čin. Reme je matka, která se stará o svého 17letého syna Miguela. Ráda by, aby se Miguel stal právníkem, ale ten chce být zpěvákem. Když je Miguel zatčen policií, matka přehodnotí své postoje a zapojí se do andaluského LGBT hnutí.

## Obsazení
| Omar Banana      | Miguel      |
| Ana Wagener      | Reme        |
| Alba Flores      | Lole        |
| La Dani          | Dani        |
| Pepa Gracia      | Raquel      |
| Alex de la Croix | Millie      |
| Jesus Carroza    | otec Manolo |
| Carmen Orellana  | Maca        |
| Mari Paz Sayago  | Rocio       |
| Manuel Morón     | Don Ignacio |

## Ocenění
- Cena Feroz 2024: nejlepší herec ve vedlejší roli (La Dani)
- Goya: nejlepší původní píseň (Rigoberta Bandini), nominace v kategoriích nejnadějnější herec (Omar Banana a La Dani), nejlepší původní scénář (Alejandro Marin a Carmen Garrido), nejlepší začínající režisér (Alejandro Marín)
- Cena Gaudí: nominace v kategoriích nejlepší začínající režisér (Alejandro Marín), nejnadějnější herec (La Dani), nejlepší kostýmy (Isis Velasco)